# جيمس لي (كاتب)
جيمس لي (بالإنجليزية: James Lee)‏ هو كاتب سنغافوري، ولد في 1947 في أستراليا.